# Glacier Grey
Ne doit pas être confondu avec Glacier Gray.
Le glacier Grey est un glacier du champ de glace Sud de Patagonie, située à l'ouest du massif del Paine, dans le parc national Torres del Paine, dans la région de Magallanes et de l'Antarctique chilien, au Chili. Il s'étend en direction du sud et l'eau résultant de sa fonte forme le lac du même nom.

## Géographie
Le glacier est situé au sud du champ de glace Sud de Patagonie. La surface du lac peut être observée en empruntant le grand circuit de la cordillère del Paine au niveau du passage John Garner. Le glacier peut également être observé en arrière-plan depuis la rive sud du lac Grey, avec des fragments de glace flottant à proximité du rivage. Il est situé à l'ouest du parc national Torres del Paine.
D'environ 6 km de large pour 30 m de haut, le glacier se sépare en deux au niveau du lac Grey. En 1996 il avait une longueur de 28 km pour une superficie totale de 270 km2,.

Recul du glacier entre 1986 et 2000
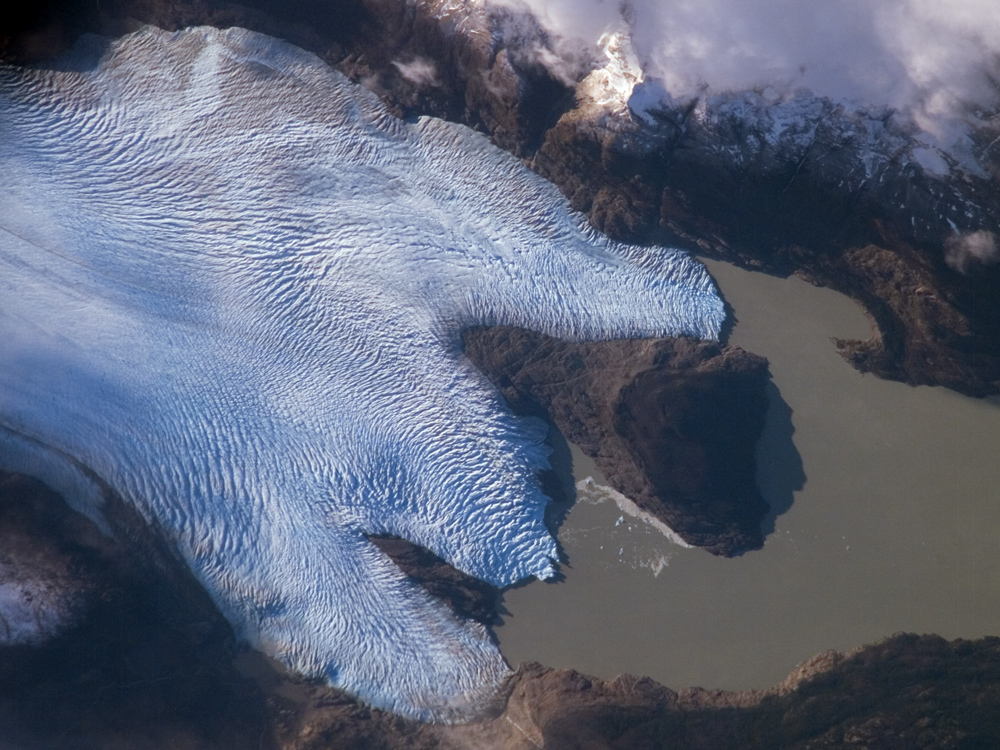
Le glacier Grey vu de l'espace
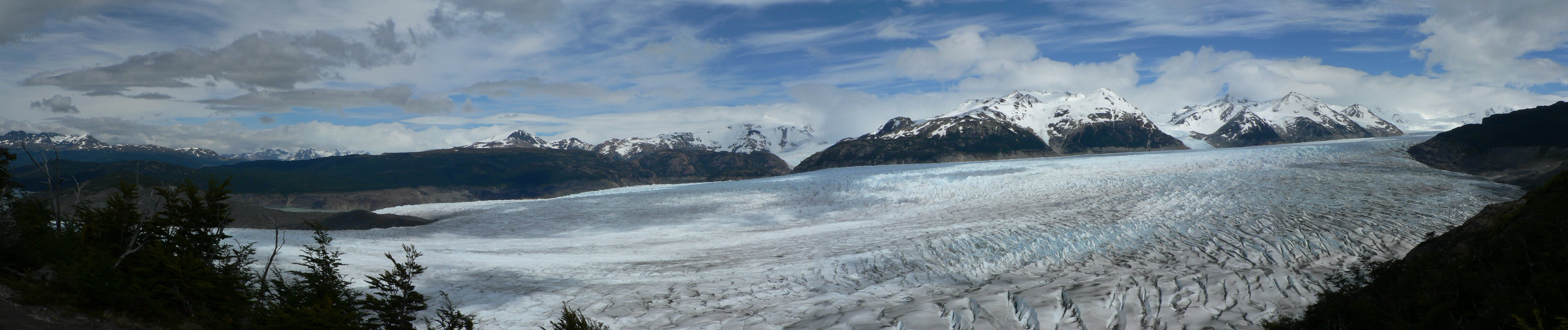
Vue depuis la partie occidentale
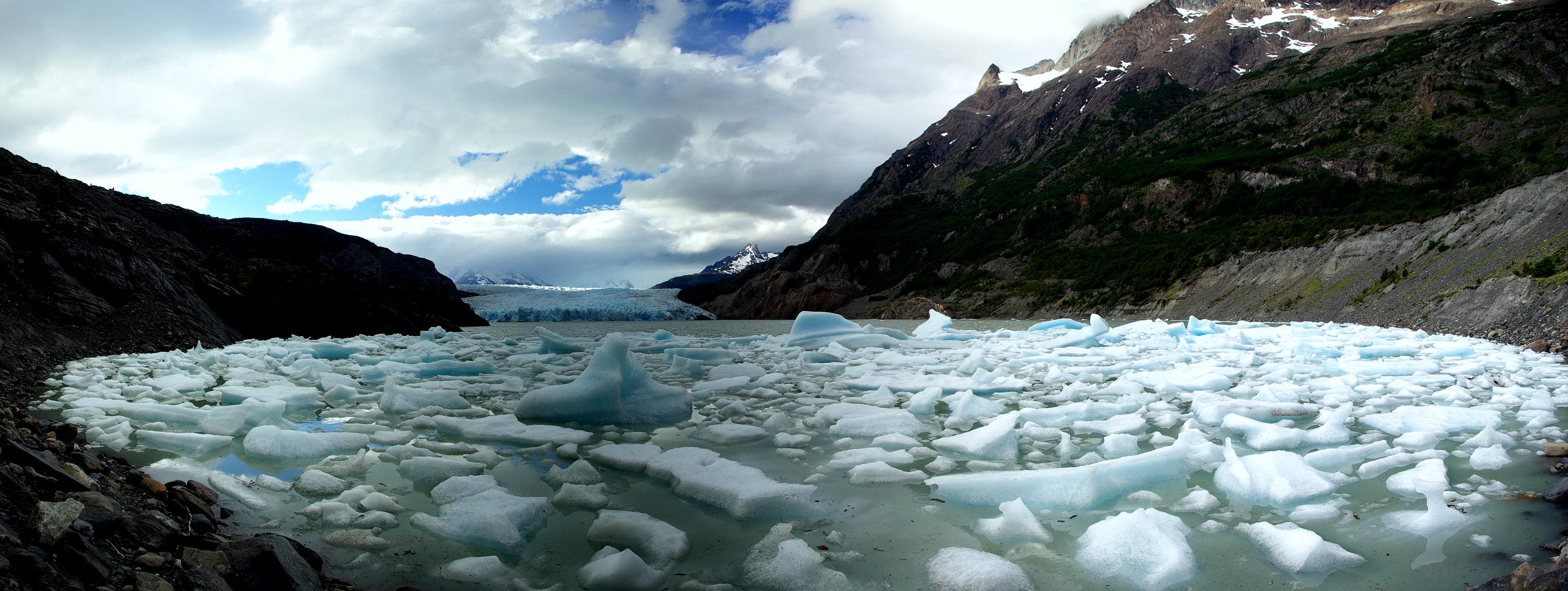
Icebergs issus de la fonte du glacier.